# Турнейссер, Леонард
Леона́рд Турне́йссер (7 1531, Базель, Швейцария — 1595 или 1596, Кёльн) — швейцарский алхимик, учитель и целитель при дворе Иоганна Георга, курфюрста Бранденбурга, занимался астрологией и считался «чернокнижником».

## Биография
Леонард Турнейссер родился в 1531 году в Базеле в семье ювелира. Он с детства постиг основы ювелирного искусства, тогда же у Леонарда появился жгучий интерес к минералогии и алхимии. Он начал работать помощником (нем. Famulatur) медицинского профессора Иоганна Хубера, помогая ему собирать и готовить травы и лекарственные средства. Позднее он использовал эти знания в своей книге Historia. Также, работая у Хубера, Турнейссер имел доступ к трудам Парацельса, которые произвели на него глубокое впечатление.
Леонард в 17 лет женился на вдове, был беден и неопытен, и, попав в долги у местных ростовщиков, был разочарован своей жизнью. В 1548 году он тайно оставил свою жену и свой родной город, был вынужден скитаться, подрабатывать ювелиром и резчиком.
В 1558 году он появился в Констанце, где вновь женился. Он поселился со своей женой возле Тарренца в Тироле, и, помня о своих детских мечтах о занятии минералогией, в 1559 году стал металлургом и владельцем собственной шахты. Его предприятие увенчалось таким успехом, что привлекло внимание императора Фердинанда I. Вскоре Турнейссер был вызван ко двору и был приглашен на роль придворного эксперта в области фармацевтики, химии, металлургии, ботаники, математики, астрономии и медицины наряду с такими учеными как Пьетро Паоло Верджерио и Джероламо Кардано. Жена эрцгерцога Фердинанда II Габсбурга Филиппина Вельзер желала, чтобы Турнейссер путешествовал по миру: в Шотландию, на Пиренеи, по Востоку и по Северной Африке, — прославлял корону и развивал горно-металлургическую отрасль страны, собирал различные минералы, растения и лекарственные рецепты. Однако после этих поездок он уже не видел себя металлургом, серьёзно увлекшись фармацевтикой.
С 1569 до 1570 годы Леонард Турнейссер проживал в Мюнстере, где впервые начал писать статьи и брошюры. Местный епископ Иоанн IV Хойя сделал Турнейссера своим врачом. Епископ мечтал создать в городе аптеку, но аппетиты Турнейссера превысили финансовые возможности епископа.
Апогея своей известности Турнейссер достиг после приближения ко двору курфюрста Бранденбурга. Впервые Леонард встретился с курфюрстом Бранденбурга Иоганном Георгом во Франкфурте-на-Одере, где Турнейссер исцелил больную жену курфюрста, принцессу Сабину, за что тот назначил Леонарда своим личным врачом и отвез его в Берлин, назначив содержание в 1352 талеров. За работу Иоганн Георг разрешил Турнейссеру пользоваться библиотекой гимназии при бывшем францисканском монастыре (сегодня известном как Серое Аббатство). Турнейссер также причастен к строительству стекольной мастерской в замке Гримниц.
В Сером аббатстве Леонард Турнейссер организовывает свой дом, библиотеку, типографию и лаборатории. Он становится богатым, зарабатывая на продаже лекарств, а также астрологических календарей, гороскопов и талисманов для защиты от нечистой силы. Он утверждал, что знает места в курфюршестве, где залегали сапфиры, рубины и изумруды, и что золото может быть найдено в грязи реки Шпрее. В своей типографии он создал труды на многих языках, включая немецкий, латинский, греческий, иврит и арабский. Он создал первый научный кабинет курьезов в Бранденбурге, ботанический сад и зверинец с экзотическими животными.
Поворотным моментом в его жизни было путешествие в его родной город Базель в 1579 году. Он женился в третий раз и по этому поводу поехал домой, взяв большую часть своего богатства в Базель. Однако после ожесточенных споров и скандалов с женой Леонард Турнейссер, не выдержав, вернулся в Берлин. Большая часть его имущества была конфискована и передана его жене. В 1584 году он уехал из Берлина, где был обвинён в шарлатанстве, и, решив распрощаться с мирской жизнью, был крещен в католической церкви. Он недолго жил в Риме.
Там же, в Риме, он показал кардиналам Святого престола фокус, который подорвал устои церкви. Турнейссер на глазах публики наполовину превратил железный гвоздь в золотой. Один кардинал засвидетельствовал письменно в своем дневнике: 

Турнейссер опустил раскаленный гвоздь в красную протраву, и опущенный конец превратился в золото. Произошло это в Риме 20 ноября 1586 года. 
Гвоздь этот долгое время выставлялся для осмотра публике как доказательство истинного алхимического мастерства.
В 1595 году Леонард умер при невыясненных обстоятельствах, в бедности и нищете, на паперти Доминиканского монастыря недалеко от Кёльна, что позволило историкам рассуждать о недостоверности даты смерти. 8 июля 1596 года он был похоронен в Доминиканском монастыре в Кёльне, недалеко от Святого Альберта Великого, которого называли небесным покровителем алхимиков.

## Обвинения в шарлатанстве
У курфюрста Турнейссep исполнял обязанности домашнего врача. Несколько удачных случаев создали ему большую практику, а он, как искусный шарлатан, умело морочил пациентов. Но в конце концов Турнейссep был разоблачён, и он должен был покинуть Берлин в 1584 году. Турнейссep довольно много написал, но все его произведения не имеют никакого научного значения.
Также в шарлатанстве Турнейссера обвинял Иоганн Кейслер, в 1730 году путешествовавший по Италии и заинтересовавшийся знаменитым золотым гвоздём. 

По-видимому, уже многие годы стыдятся показывать этот гвоздь после того как было обнаружено, что это обман и весь фокус заключается в незаметной пайке. 
так написал Кейслер в своем отчете, опубликованном в 1740 году. Он утверждал, что Турнейссер обманул зрителей простым фокусом: с большим искусством он припаял к железному гвоздю золотое острие, которое покрыл краской, в процессе алхимической операции краска исчезла, и одураченные зрители увидели блеск золота. При превращении ртути в золото, по тогдашним представлениям, требовалось выделить золото, «запрятанное» в ртути. В измельченном состоянии золото почти мгновенно растворяется в жидкой ртути, которая не меняет при этом своей характерной серебристой окраски. Известно, что такие амальгамы золота остаются жидкими вплоть до содержания его 10–12% и выглядят как чистая ртуть. Отогнать жидкую ртуть —  детская игра для алхимиков. После испарения ртути в тигле оставалось чистое золото, сообщал Кейслер.

## Основные произведения
Среди самых впечатляющих книг и в то же время одной из его главных работ, была Archidoxa, написанная в 1575 году. Она представляла собой большую книгу для изучения астролябии с таблицами планет. При правильном использовании, она, как утверждается, могла пользователю предсказать судьбу или стихийные бедствия.
Графический дизайн гравюр осуществлял знаменитый ксилограф и гравёр Йост Амман. Полное название второго издания было:
Dorin der recht war Motus, Lauff vnd Gang auch heimligkeit, Wirckung vnd Krafft der Planeten Gstirns vnd gantzen Firmaments Mutierung vnd ausziechung aller Subtiliteten vnd das Fünffte wesen auss den Metallen sampt dem auszug vnd Verstandt des Astrolabij vnd aller Zircklen Caracter vnd Zeichen.

Zum andern mal vnd jetz von newen gemert vnd sampt dem verstand der Caracter an tag geben. Durch Leonhart Thurneisser zum Thurn. Churfürstlichen Brandenburgischen Bestalten Leibs Medicum. Berlin: Im Grawen Closter. 1575"

Перевод:
Архидокса содержит правду о методах, направлениях и траектории, и секретах влияния, и силы планет и звезд, и изменениях всего небесного свода; содержит также объяснения всех свойств пятого металла и (…) понимание астролябии, кругов, символов и знаков.
Совершенствование и углубление знаний, теперь в том числе описание символов. Опубликовано Леонхарт Турнейссер цум Турн, личный доктор курфюрста Бранденбурга. Серый монастырь, Берлин, 1575.
Он также написал брошюру в 1583 Magna Alchymia, которая включает словарь терминов, используемых Парацельсом в своих трудах, коллекция его минералогических знаний.

## Список произведений
- Archidoxa (1569) «Пути познания мистической Алхимии и семь свободных искусств»
- Quinta Essentia (1570) «Высокая тонкость, прочность и эффект- Медицина и Алхимия»
- Pison (1571) «Холодные, теплые, минеральные и металлические воды»
- Praeoccupatio (1571) «Лечение болезней мочеиспускания»
- Magna Alhymia (1583)
- Melitsah kai hermeneia das ist ein Onomasticum (1583)
- Historia (1584) «История и описание экзотических растений»